# Eliášské údolí
Eliášské údolí je bývalý rudný revír, památkově chráněné území v Krušných horách na území historického horního města Jáchymova v Karlovarském kraji. V Eliášském údolí, které bylo roce 2018 vyhlášeno kulturní památkou České republiky, se zachovaly pozůstatky hornické činnosti z různých dějinných období. Celé území je součástí krajinné památkové zóny Hornická kulturní krajina Jáchymov, která byla v roce 2019 spolu s dalšími podobnými krajinnými památkovými zónami a jednotlivými památkami v oblasti Krušných hor na české i německé straně zapsaná na seznam Světového dědictví UNESCO jako Hornický region Erzgebirge / Krušnohoří.

## Lokace
Území se rozkládá severozápadně od Jáchymova, mezi osadami Vršek a Zálesí a Cihelnou. Údolím protéká Eliášův potok a prochází tudy naučná stezka Jáchymovské peklo.

## Historie
Starými horníky bylo údolí nazýváno Spodní Niklasberg. Těžba zde započala již ve dvacátých letech 16. století, kdy byla objevena řada žil se stříbrným, kobaltovým nebo vizmutovým zrudněním. Bylo zde vyraženo několik štol, ale fungovaly zde i větší doly. Úklonná jáma Elias (Eliáš) byla největším stříbrnorudným dolem v oblasti. Důl Antonín byl jediným dolem v této oblasti, kde se těžila železná ruda. Kvůli dostatku vody pro efektivní těžbu byl na Eliášském potoce založen kolem roku 1540 Heinzův rybník (dnes známý jako Horký rybník), z něhož se přiváděla voda na těžní kola a důlní čerpadla. Významná byla též šachta Rudolf (později přejmenovaná na Werner, po roce 1945 na Rovnost), založená v roce 1736. V 19. století, po vyčerpání stříbrných rud, se na dole Werner/Rovnost začaly těžit uranové rudy - využívala se i radioaktivní voda k terapeutickým účelům.

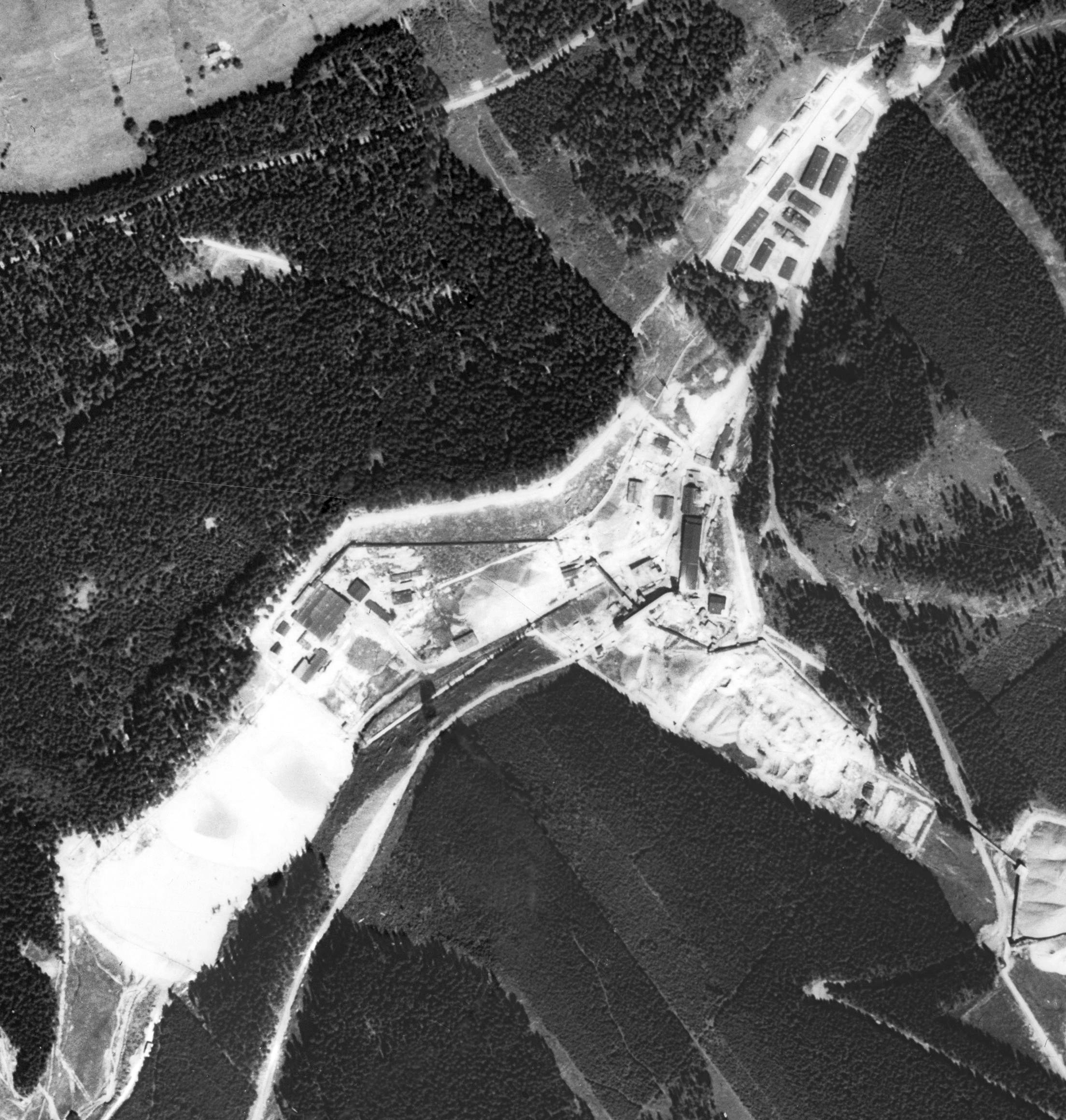
Letecký snímek dolu Eliáš z 50. let 20. století

Rozsáhlá těžba uranu v této oblasti se rozběhla po roce 1945. Byly obnoveny jámy Eliáš a Evina jabloň (Eva Apfelbaum) a řada menších i větších štol. Poblíž jámy Eliáš byla vyražena nová šachta Jiřina, dále po proudu potoka vznikly šachty Adam a Eva, poblíž jámy Rovnost šachta č. 14. Pod opuštěným dolem Antonín se v roce 1948 začal hloubit důl Eduard. Na těžbě uranu pracovali v letech 1946-1949 němečtí váleční zajatci, které posléze vystřídali političní vězni. Poblíž hlavních dolů vznikly zajatecké, později trestanecké pracovní tábory.
Po skončení těžby v první polovině 60. let 20. století byla většina důlních objektů i objekty pracovních táborů zlikvidovány. Na odvalu hlušiny v blízkosti dolu Eduard byl v 70. letech vybudován biatlonový areál. Později zde vznikl sportovní areál pro různé volnočasové aktivity. Utrpení vězňů z pracovních táborů připomíná naučná stezka a Skautský kříž.

## Pozůstatky těžby
Eliášské údolí je ukázkou reliktní montánní krajiny, v níž se kombinují pozůstatky z dávných dob těžby stříbrné rudy s pozůstatky novodobé těžby uranu. Z 16. století se dochovaly navzájem se křížící systémy pinek a odvalů. Heinzův rybník s přilehlými vodními příkopy je cennou technickou památkou. Období po roce 1945 připomínají obrovské odvaly uranových šachet, které jsou významným krajinotvorným fenoménem. Z budov se zachovalo velmi málo - torzo centrální kompresorovny a ojedinělé zbytky zdí a konstrukcí.
Odvaly jsou nalezištěm řady vzácných minerálů (smolinec, nickelskutterudit, annabergit, bismutin, eulytin, bismutit, beyerit, namibit). Daří se zde rovněž mnoha rostlinám dříve v těchto místech neznámých, včetně ohrožených druhů orchidejí (kruštík tmavočervený, korálice trojklaná, prstnatec májový, prstnatec plamatý, jednokvítek velekvětý aj.).

## Galerie

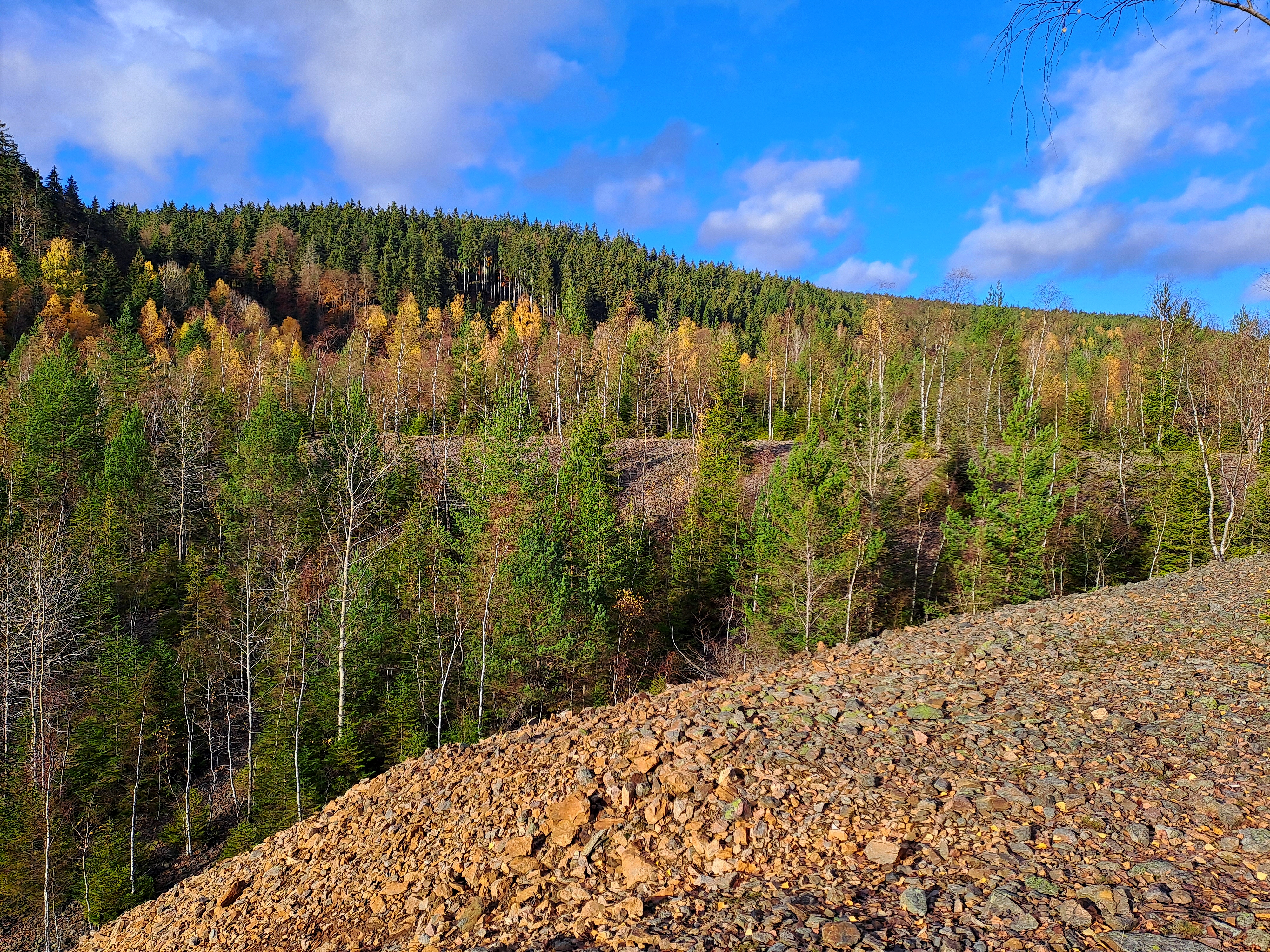
Odvaly v údolí
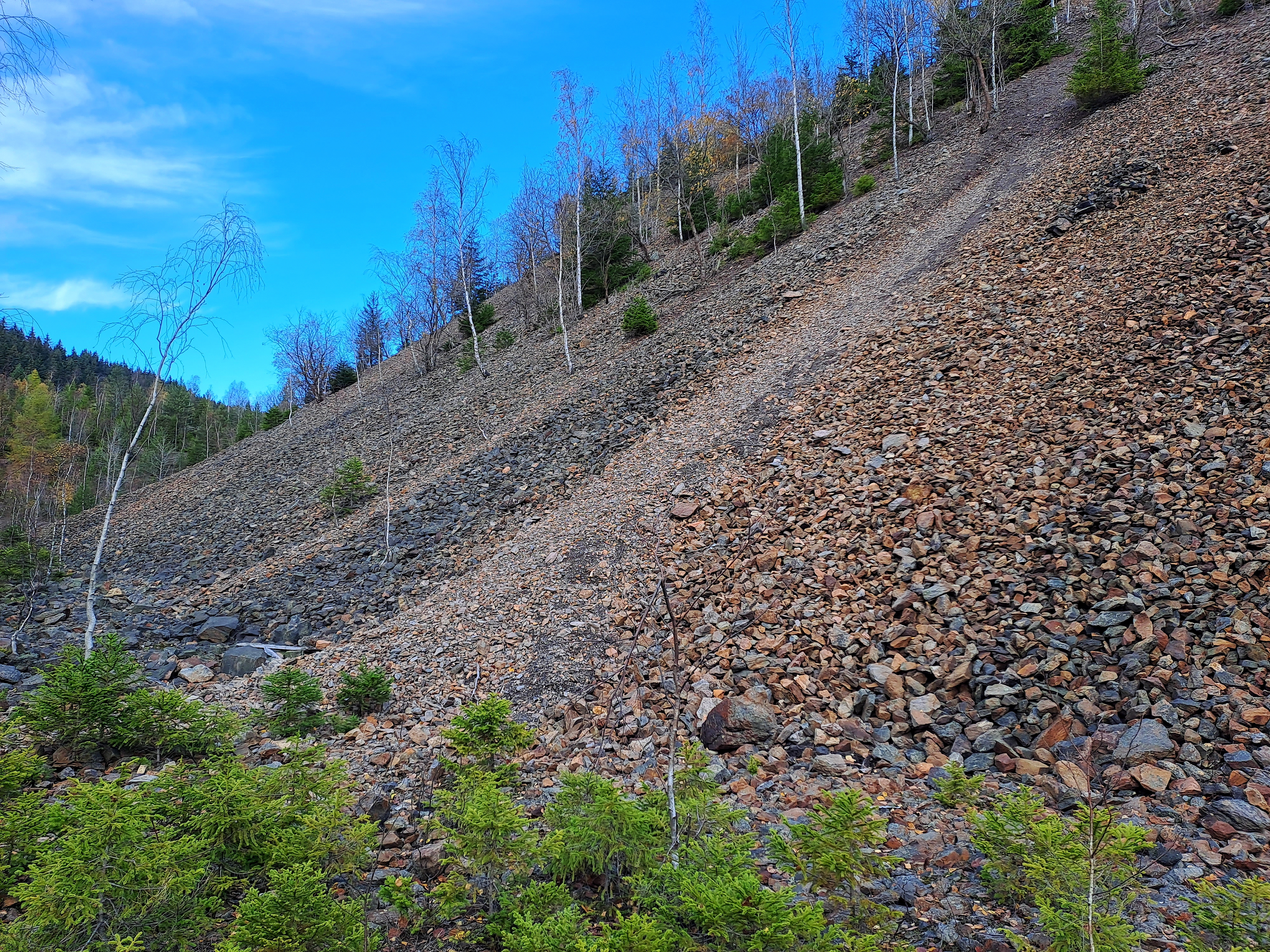
Pohled od úpatí odvalu
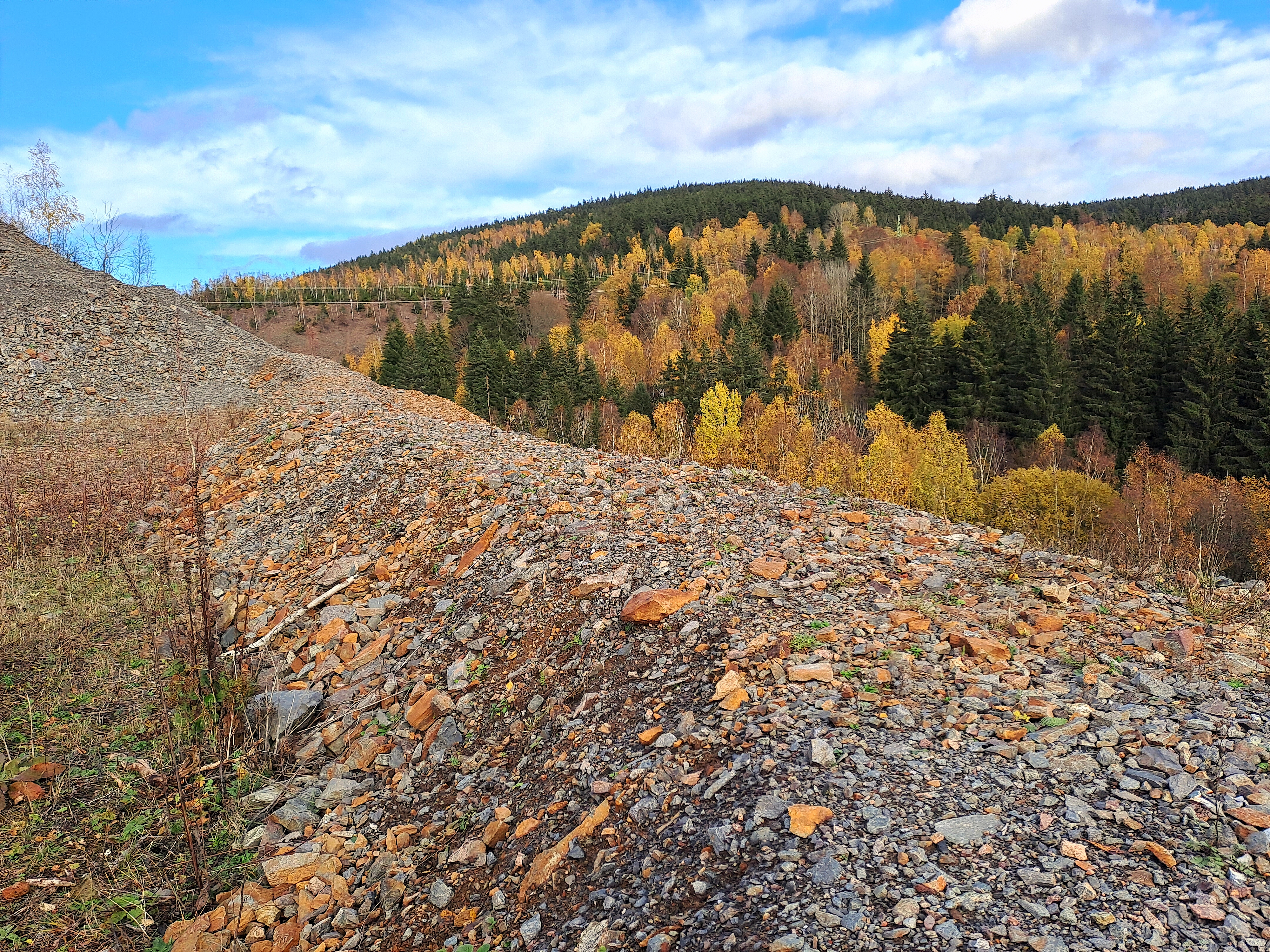
Okraj odvalu dolu Eva nad údolím
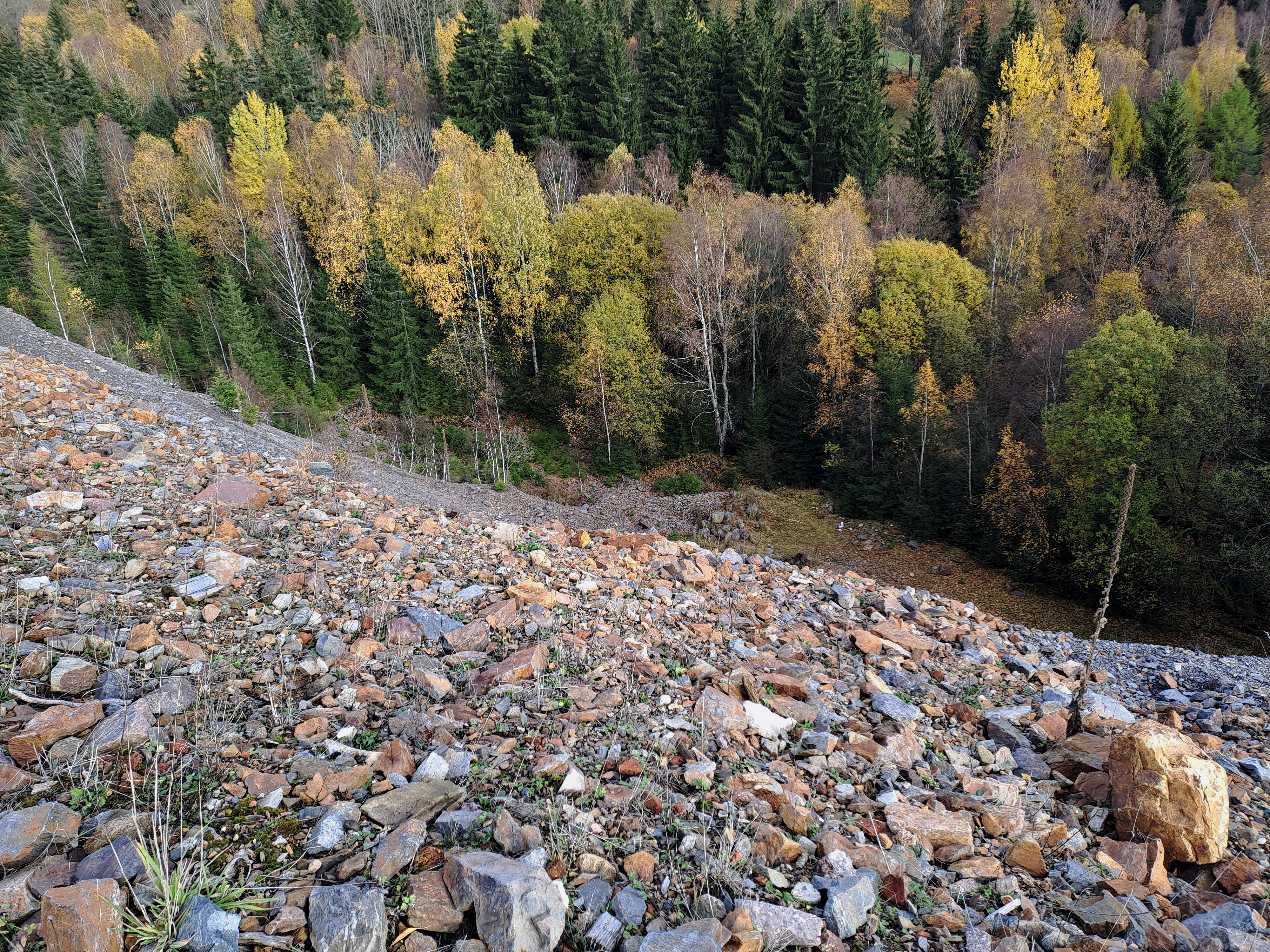
Pohled do údolí z odvalu dolu Eva
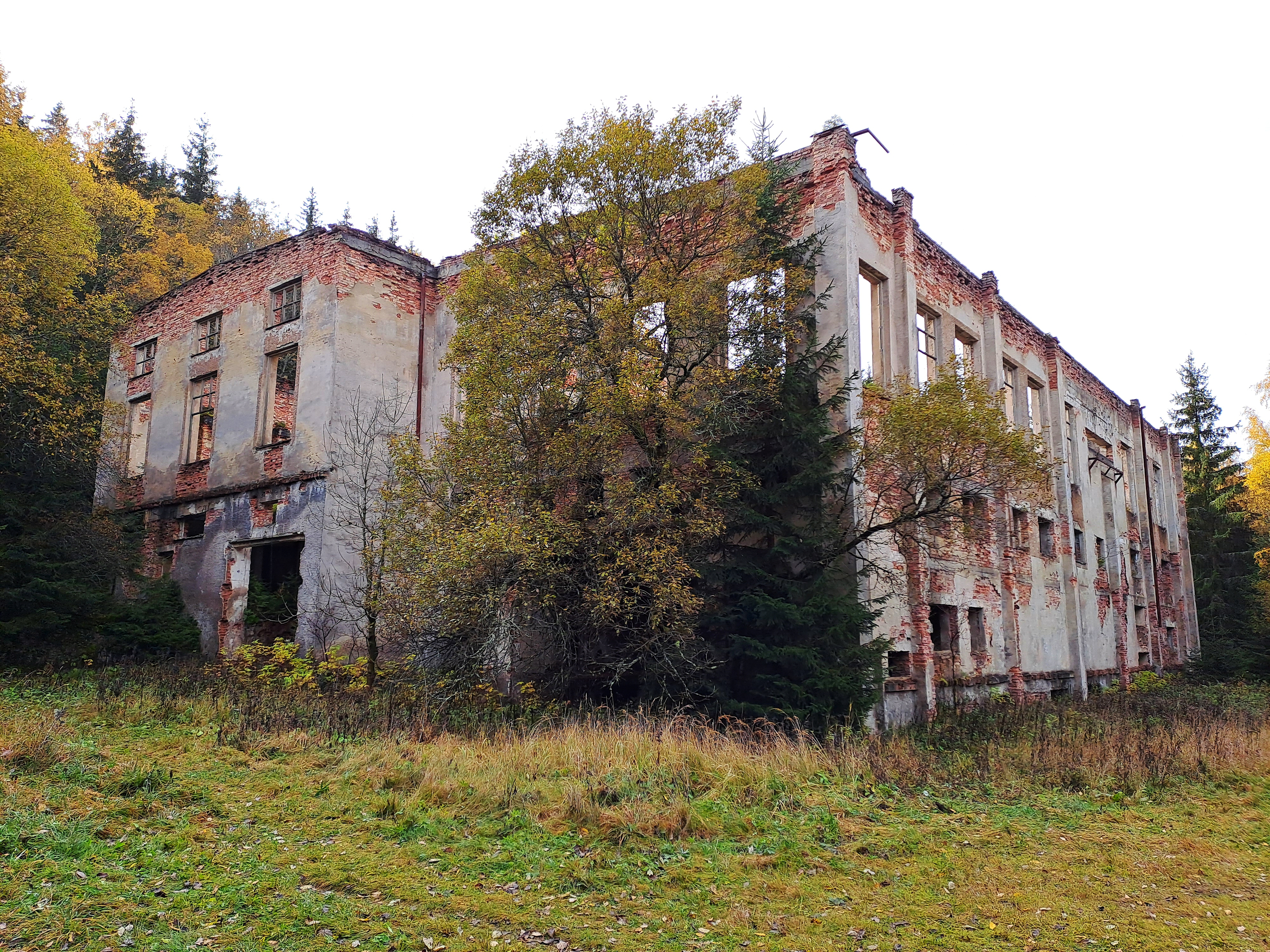
Kompresorovna
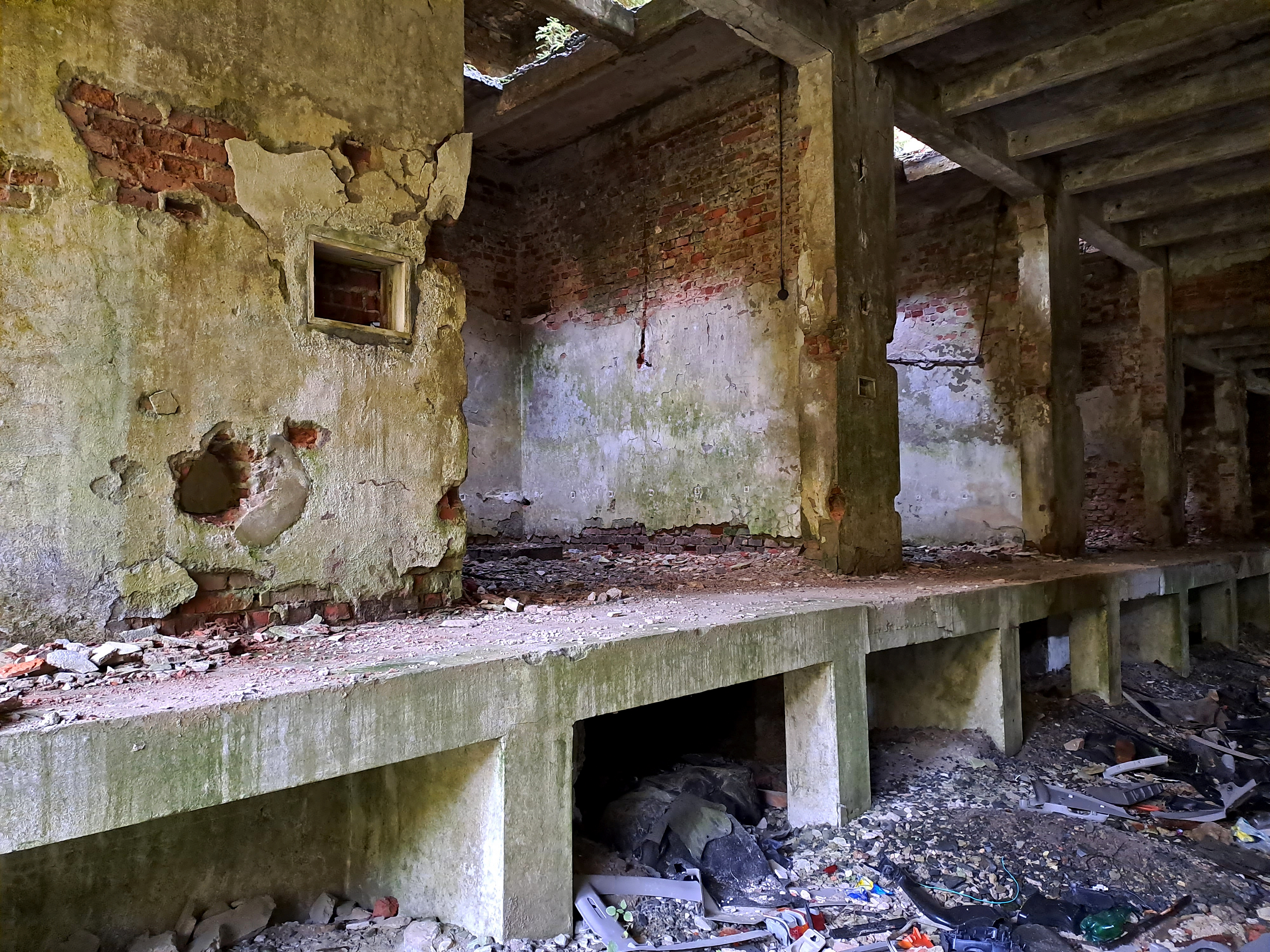
Interiér kompresorovny
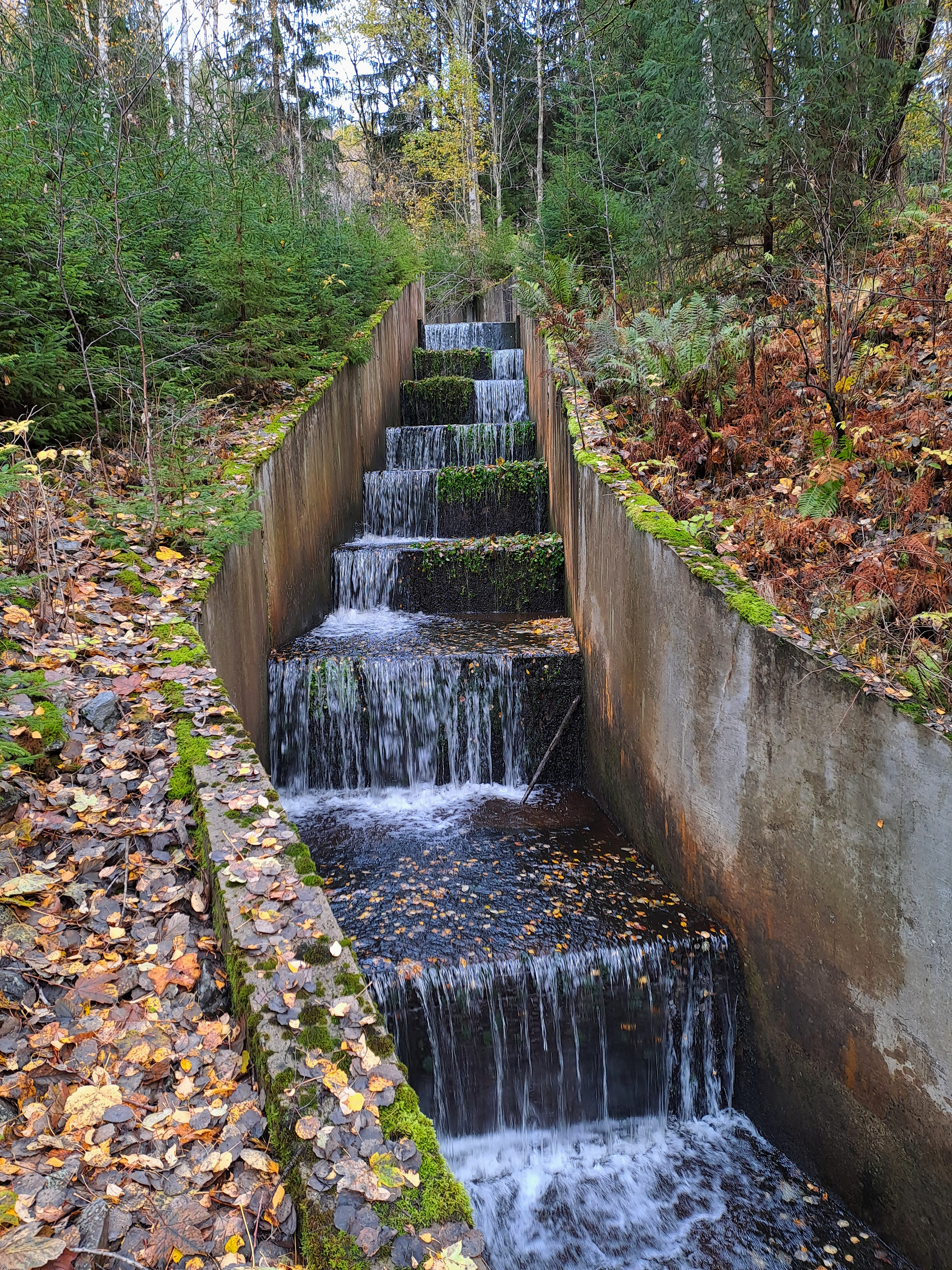
Eliášův potok pod vyústěním ze štoly v údolí
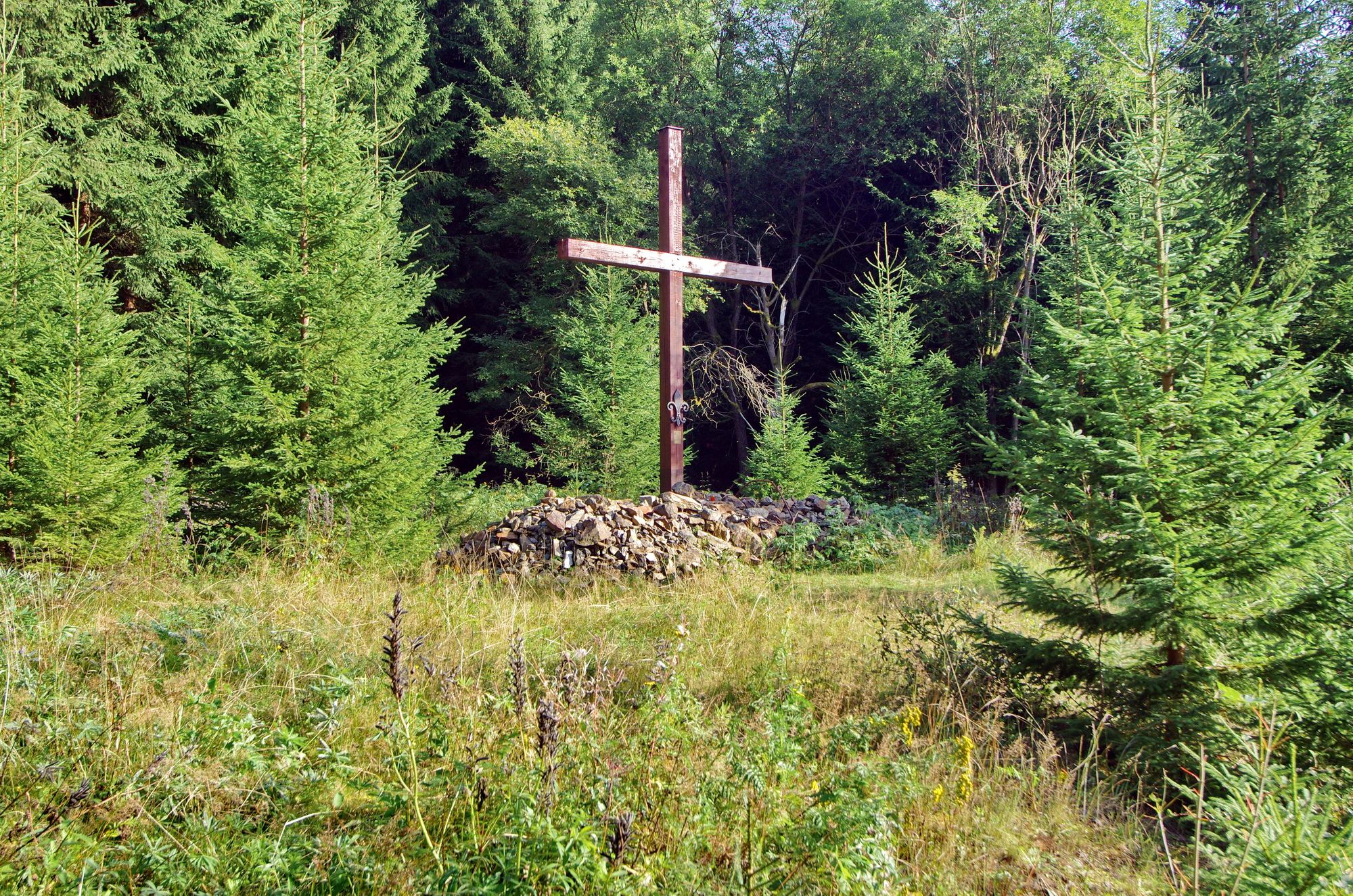
Skautský kříž